# Seelbach, Altenkirchen
Seelbach là một đô thị thuộc huyện Altenkirchen, trong bang Rheinland-Pfalz, phía tây nước Đức. Đô thị Seelbach, Altenkirchen có diện tích 2,99 km², dân số thời điểm ngày 31 tháng 12 năm 2006 là 350 người.